# Фридрих-Вильгельм-Плац (станция метро)
Станция метро Фридрих-Вильгельм-Плац (нем. Friedrich-Wilhelm-Platz) – станция Берлинского метрополитена в районе Фриденау округа Темпельхоф-Шёнеберг. Расположена на линии U9 между станциями Вальтер-Шрайбер-Плац (677 метров) и Бундесплац (640 метров). Находится под площадью Фридрих-Вильгельм-Плац, с западной стороны к станции примыкает фундамент церкви Церкви Доброго Пастыря (нем. Zum Guten Hirten) 1893 года постройки.
Названа в честь кронпринца Фридриха-Вильгельма Прусского, позднее кайзера Фридриха III.
Открытие состоялось 29 января 1971 года в составе участка Шпихернштрассе – Вальтер-Шрайбер-Плац.

## Оформление и расположение станции
Над проектом станции работало архитектор Райнер Рюммлер. Он спроектировал станцию в типичном для берлинского метро 1960-х годов стиле: островная платформа шириной 10 метров и длиной 110 метров, с рядом колонн вдоль по центру платформы. Платформа изогнутая из-за расположенного в непосредственной близости фундамента католической церкви. В обоих торцах станции находятся станционные вестибюли, из каждого вестибюля на поверхность ведёт единственный выход. 
Путевые стены облицованы оливково-зелёной плиткой. На уровне глаз стены облицованы белой плиткой и чёрными буквами нанесено название станции.
Проектирование станции Рюммлер вёл параллельно со строительством станций линии U6 в направлении Мариендорфа (открыты в 1966 году).
Потолок станции первоначально был зелёным, позже он был перекрашен в белый цвет, чтобы улучшить освещённость станции. Первоначальные светильники должны были напоминать популярные в Берлине газовые фонари. Однако в 1980-е годы они были заменены обычными лампами.

## Современное состояние
На 2013 год Берлинские транспортные предприятия запланировали обустройство безбарьерного доступа на станцию. По первоначальному плану работы должны были завершиться в 2017 году. Лифт был введён в эксплуатацию в январе 2019 года. Также были добавлены плиты с тактильным покрытием.
Работы на станции не завершены. Также предполагается замена облицовочной плитки на стенах на серую и оранжевую и ремонт потолков.